# Naoki Murata
Naoki Murata (Tokorozawa, 21 luglio 1949 – 14 aprile 2020) è stato un judoka e scrittore giapponese.
Maestro 8° dan del Kōdōkan di Tokyo, pubblicò alcuni libri sul judo.

## Biografia
Studiò alla Facoltà di Educazione Fisica, Dipartimento di Arti Marziali della Università di Tokyo, dove conseguì la laurea specialistica nel 1973. Lavorò come assistente all'Università di Kagawa, oltre a essere curatore del museo e della biblioteca del Kodokan. 
Diventato istruttore di judo, partecipò a stage e conferenze in oltre dieci paesi, tra cui l'Italia. 
Nel luglio 2008 fu nominato capo dei direttori dell'Accademia giapponese di Budo, presidente del Comitato di Educazione e Proliferazione del Judo della Federazione di Judo di tutto il Giappone e membro del Comitato degli Arbitri giapponese.

## Opere
- La mente prima dei muscoli, libro basato sugli scritti di Jigoro Kano